# Hulubanteng
Hulubanteng is een bestuurslaag in het regentschap Cirebon van de provincie West-Java, Indonesië. Hulubanteng telt 4665 inwoners (volkstelling 2010).